# Mus (Francja)
Mus – miejscowość i gmina we Francji, w regionie Oksytania, w departamencie Gard.
Według danych na rok 1990 gminę zamieszkiwało 768 osób, a gęstość zaludnienia wynosiła 295 osób/km² (wśród 1545 gmin Langwedocji-Roussillon Mus plasuje się na 409. miejscu pod względem liczby ludności, natomiast pod względem powierzchni na miejscu 1099.).